# Calobre (huyện)
Huyện Calobre là một huyện (distrito) thuộc tỉnh Veraguas ở Panama. Theo điều tra dân số năm 2000, huyện này có dân số 12184 người. Huyện Calobre có diện tích 802  km². Huyện lỵ đóng tại Calobre.